# Silvio Leonard
Silvio Leonard Sarría (* 20. September 1955 in Cienfuegos) ist ein ehemaliger kubanischer Sprinter.
1973 gewann er Silber über 100 Meter bei der Universiade und über 200 Meter bei der Zentralamerika- und Karibikmeisterschaft. Im Jahr darauf folgte Doppelgold über 100 und 200 Meter bei den Zentralamerika- und Karibikspielen.
1975 war er über 100 Meter beim Golden Spike in Ostrava der vierte Athlet der Geschichte (nach den US-Amerikanern Eddie Hart, Rey Robinson und Steve Williams), der handgestoppte 9,9 Sekunden bei einem Rennen ohne elektronische Zeitmessung lief. Danach siegte er über dieselbe Distanz bei den Panamerikanischen Spielen in Mexiko-Stadt
Bei den Olympischen Spielen 1976 in Montreal schied er über 100 Meter im Viertelfinale aus. In der 4-mal-100-Meter-Staffel kam er mit der kubanischen Mannschaft auf den fünften Platz.
1977 lief er Weltjahresbestzeiten über 100 Meter (9,98 s) und 200 Meter (20,08 s). Vor ihm war lediglich Jim Hines bei seinem Olympiasieg 1968 elektronisch gestoppt unter der 10-Sekunden-Marke geblieben. Bei der Universiade und bei der Zentralamerika- und Karibikmeisterschaft gewann er jeweils Gold über 100 und Silber über 200 Meter, beim Leichtathletik-Weltcup in Düsseldorf Bronze über beide Distanzen.
Jeweils ein Doppelsieg über 100 und 200 Meter gelang ihm bei den Zentralamerika- und Karibikspielen 1978 und bei den Panamerikanischen Spielen 1979 in San Juan. Beim Leichtathletik-Weltcup 1979 in Montreal gewann er über 200 Meter und als Teil einer Amerika-Auswahl in der 4-mal-100-Meter-Staffel.
Bei den Olympischen Spielen 1980 in Moskau war er der hohe Favorit, da einige seiner stärksten Konkurrenten wegen des Boykotts vieler westlicher Länder fehlten. Über 100 Meter lief er zeitgleich mit Allan Wells in 10,25 s ein, und erst die Auswertung des Zielfotos ergab, dass der Brite das Rennen gewonnen hatte und der Kubaner sich mit der Silbermedaille zufriedengeben musste. Über 200 Meter wurde Leonard Vierter und verpasste mit nur 0,01 s Rückstand auf den Jamaikaner Donald Quarrie die Bronzemedaille. In der 4-mal-100-Meter-Staffel schied er mit der kubanischen Mannschaft im Vorlauf aus.

## Persönliche Bestzeiten
- 100 m: 9,98 s, 11. August 1977, Guadalajara
- 200 m: 20,06 s, 19. Juni 1978, Warschau